# Uwe Schröder (Historiker)
Uwe Schröder (* 1953 in Wismar) ist ein deutscher Historiker. Er war von der Gründung 1995 bis 2021 Direktor des Pommerschen Landesmuseums in Greifswald. Sein Arbeits- und Forschungsschwerpunkt liegt auf der pommerschen Landesgeschichte.

## Beruflicher Werdegang
Nach dem Abschluss der schulischen Ausbildung studierte Uwe Schröder an der Ernst-Moritz-Arndt-Universität in Greifswald Geschichte und Germanistik. Im Jahr 1984 wurde er mit einer Arbeit zum Thema Zur faschistischen Kriegsvorbereitung im Regierungsbezirk Stettin von 1935 bis 1939 promoviert. Nach seiner Promotion war er bis zur Wende an der Ernst-Moritz-Arndt-Universität als Hochschullehrer tätig. Anschließend arbeitete er für die evangelische Kirche in Greifswald.
Unmittelbar nach der Wiedervereinigung begannen die Überlegungen zur Errichtung eines Pommerschen Landesmuseums. Die konkrete Umsetzung der Pläne für ein gemeinsames Museum, das unter anderem die Exponate des städtischen Museums in Greifswald und der Kunstsammlungen der Universität Greifswald präsentieren sollte, begann 1996 mit der Gründung der Stiftung Pommersches Landesmuseum privaten Rechts. Neben der Hansestadt Greifswald und dem Land Mecklenburg-Vorpommern waren die Bundesrepublik Deutschland, die Universität Greifswald, die öffentlich-rechtliche Stiftung Pommern (Kiel) und die Pommersche Landsmannschaft Mitstifter. Der Greifswalder Kultursenator Jürgen Drenckhan setzte 1995 Uwe Schröder als Aufbauleiter für das zukünftige Pommersche Landesmuseum ein. Dank seiner langjährigen Erfahrungen koordinierte er die Arbeiten an dem Museumskomplex, bestehend aus dem Guardianhaus mit Konventsgebäude des früheren Franziskanerklosters, dem Quistorpgebäude und dem Grauen Kloster.
Als erster Teil wurde im Jahr 2000 die Gemäldegalerie im Quistorphaus eröffnet. In enger Abstimmung mit dem ausführenden Architekturbüro Gregor Sunder-Plassmann aus Kappeln konzipierte Schröder die Nutzung der unterschiedlichen Gebäude. Der Museumskomplex wurde 2005 mit dem ersten, 1700 Quadratmeter umfassenden Teil der landesgeschichtlichen Dauerausstellung eröffnet. Zahlreiche Exponate für die Dauerausstellung wurden von den Stiftern als Dauerleihgabe an das Pommersche Landesmuseum gegeben, unter anderem der Croyteppich aus der Kunstsammlung der Greifswalder Universität, die Zeichnungen und Gemälde des Greifswalder Malers Caspar David Friedrich aus dem Bestand des städtischen Museums sowie Exponate aus der ehemaligen Stettiner Gemäldegalerie, heute im Besitz der Stiftung Preußischer Kulturbesitz. Uwe Schröder gelang es, durch seine persönlichen Kontakte Objekte aus dem Marinemuseum Karlskrona für das Museum zu requirieren. Ein besonders enges Verhältnis hatte Schröder zum Nationalmuseum in Stettin. Die beiden Museen haben sich zum Ziel gemacht, grenzüberschreitend eng auf musealem Gebiet zusammenzuarbeiten und nicht um Objekte und Ausstellungen zu konkurrieren. Seit 2006 wurden mehrere gemeinsame Projekte im Rahmen des Interreg-Programms realisiert.
Gemeinsam mit polnischen Institutionen konzipierte Schröder in den Jahren 2010 bis 2013 im Interreg-Projekt Gemeinsam sind wir stärker … in Greifswald die Dauerausstellung zur Geschichte Pommerns vom Dreißigjährigen Krieg bis zum späten 19. Jahrhundert, während gleichzeitig am Nationalmuseum Stettin die Ausstellung Das Goldene Zeitalter Pommerns. Kunst am Hofe der pommerschen Herzöge im 16. und 17. Jahrhundert mit Exponaten aus Greifswald gezeigt wurde. 2012 wurde das gemeinsame Museumsprojekt mit dem bedeutendsten polnischen Preis für Museumsausstellungen, der Sybilla ausgezeichnet.
2018 beschlossen die Museumsleiter der beiden Museen im Rahmen des Interreg-Programms Gemeinsames Erbe – gemeinsame Zukunft …, dass beim Aufbau der Dauerausstellungen zur pommerschen Geschichte einerseits unterschiedliche nationale Perspektiven aufgezeigt und andererseits die Vereinbarkeit ihrer Sammlungen verdeutlicht werden sollten. Uwe Schröder initiierte und konzipierte Ausstellungen für das Pommersche Landesmuseum, unter anderem 2007 die Werkschau August Ludwig Most (1807–1883). Pommerscher Künstler des Biedermeier, die sowohl in Stettin wie auch in Greifswald präsentiert wurde. Er publizierte zu zahlreichen Themen der pommerschen Geschichte und gab mehrere Ausstellungskataloge heraus. Beharrlich setzt sich Schröder für die Umsetzung der Stiftungsziele, vor allem hinsichtlich der Bewahrung und Dokumentation der Kunst, Geschichte und Kultur der historischen Region Pommern sowie der Intensivierung der Beziehungen zu Polen und der historischen Verbindungen Pommerns zu Dänemark und Schweden ein. Für sein langjähriges Engagement für die internationale Zusammenarbeit und Verwirklichung des Stiftungsauftrags wurde Uwe Schröder 2019 in Stettin mit der deutsch-polnischen Auszeichnung Pomerania Nostra geehrt.
Kurz vor seiner Pensionierung wurde der letzte Teil der Dauerausstellung im Pommerschen Landesmuseum Pommern im 20. Jahrhundert eröffnet. Ende April 2021 wurde Uwe Schröder pensioniert. Als seine Nachfolgerin wurde 2022 die Historikerin Ruth Slenczka berufen.
In seinem Ruhestand arbeitet er weiter an Themen zur pommerschen Geschichte und Kultur, unter anderem an einem DFG-Projekt zur Digitalisierung und Indexierung des Pommerschen Volksliedarchivs, das zwischen 1927 und 1938 aufgebaut wurde und rund 14.000 Lieder umfasst.

## Veröffentlichungen (Auswahl)
- Zur faschistischen Kriegsvorbereitung im Regierungsbezirk Stettin von 1935 bis 1939, Dissertation, Greifswald 1985
- Antisemitismus und Faschismus in Pommern in der Zwischenkriegsperiode, In: Zur Geschichte der Juden in Pommern, Wissenschaftliche Beiträge der Ernst-Moritz-Arndt-Universität Greifswald, Greifswald 1989, S. 31–52.
- Auf dem Weg zur Massenpartei. Zur Entwicklung der Hitlerbewegung in Pommern 1922–1929, In: Ernst-Moritz-Arndt-Universität Greifswald (Hrsg.): 1. Kolloquium Pommern. Geschichte. Kultur. Wissenschaft. Greifswald 1990, S. 212ff.
- Pommern in der Zeit der Weimarer Republik, In: Ernst-Moritz-Arndt-Universität Greifswald (Hrsg.): 2. Kolloquium Pommern. Geschichte. Kultur. Wissenschaft. Greifswald 1991, S. 130ff.
- Zur Entwicklung der pommerschen Wirtschaft in der Zeit des Nationalsozialismus (1933 bis 1939). In: Baltische Studien. Band 78, 1992, S. 82ff.
- Zur Entwicklung der Hitlerbewegung in Pommern (1922–1929). In: Jahrbuch für die Geschichte Mittel- und Ostdeutschlands. Bd. 41, 1993, S. 197ff.
- Pommern in der Zeit der Zwischenkriegszeit – Ein Überblick, In: Architektur in Mecklenburg und Vorpommern 1800–1950. Greifswald 1995, S. 266ff.
- Das Projekt "Pommersches Landesmuseum" in der Hansestadt Greifswald, In: Zeitgeschichte regional. Mitteilungen aus Mecklenburg-Vorpommern, 1/1998, S59ff.
- mit Birte Frenssen (Hrsg.): Die Geburt der Romantik: Friedrich. Runge. Klinkowström. [Anlässlich der Ausstellung Die Geburt der Romantik. Friedrich. Runge. Klinkowström, Pommersches Landesmuseum Greifswald], Greifswald 2010.
- Carl Gustav Carus, Ruine Eldena mit Hütte im Mondschein, Greifswald 2011, 40 S. (mit Birte Frenssen)
- Johan Christian Dahl: Swinemünde bei Mondschein, Greifswald 2012, 36 S. (mit Klaus Haese)
- Mac Zimmermann Surreal. [Anlässlich der Ausstellung „Mac Zimmermann – Surreal“, Pommersches Landesmuseum, Greifswald, 15. April bis 5. August 2012; Nationalmuseum Stettin, 6. September bis 2. Dezember 2012], Publikationen der Stiftung Pommersches Landesmuseum, Greifswald 2012, 137 S.